# Maurizio Carrara (politico)
Maurizio Carrara (Firenze, 18 giugno 1974) è un politico italiano.

## Biografia
Dopo aver conseguito nel 2003 il dottorato di Scienze Industriali all’Università di Herisau, in Svizzera, ha iniziato ad occuparsi delle aziende di famiglia. Insieme ai fratelli Marco è proprietario di Cartiere Carrara, azienda fondata dal padre Mario. Vive a Pistoia.
Tesserato di Forza Italia, viene candidato alla Camera dei Deputati nelle elezioni del 4 marzo 2018.
Eletto nel Collegio uninominale 6 (Pistoia) nelle file del Centro-Destra per Forza Italia. Dal 23 marzo 2018 è iscritto al gruppo parlamentare di Forza Italia e per il partito è anche responsabile per l’Industria. Dal 21 giugno 2018 è membro della Commissione permanente X Attività Produttive, mentre dal 15 marzo 2019 è componente della Commissione Parlamentare per la Semplificazione.
Il 19 novembre 2020 lascia Forza Italia e aderisce alla Lega per Salvini Premier. Tuttavia abbandona anche questo partito nell’agosto del 2022 dopo la mancata ricandidatura alle elezioni politiche anticipate.
La sua famiglia è legata al mondo del basket Pistoiese. Suo padre Mario e suo fratello Massimo sono stati Presidente e sponsor dell'Olimpia Basket a marchio Kleenex. In prima persona si è impegnato per il ritorno nella massima serie del basket di Pistoia a marchio Carmatic.